# San Sebastiano fuori le mura

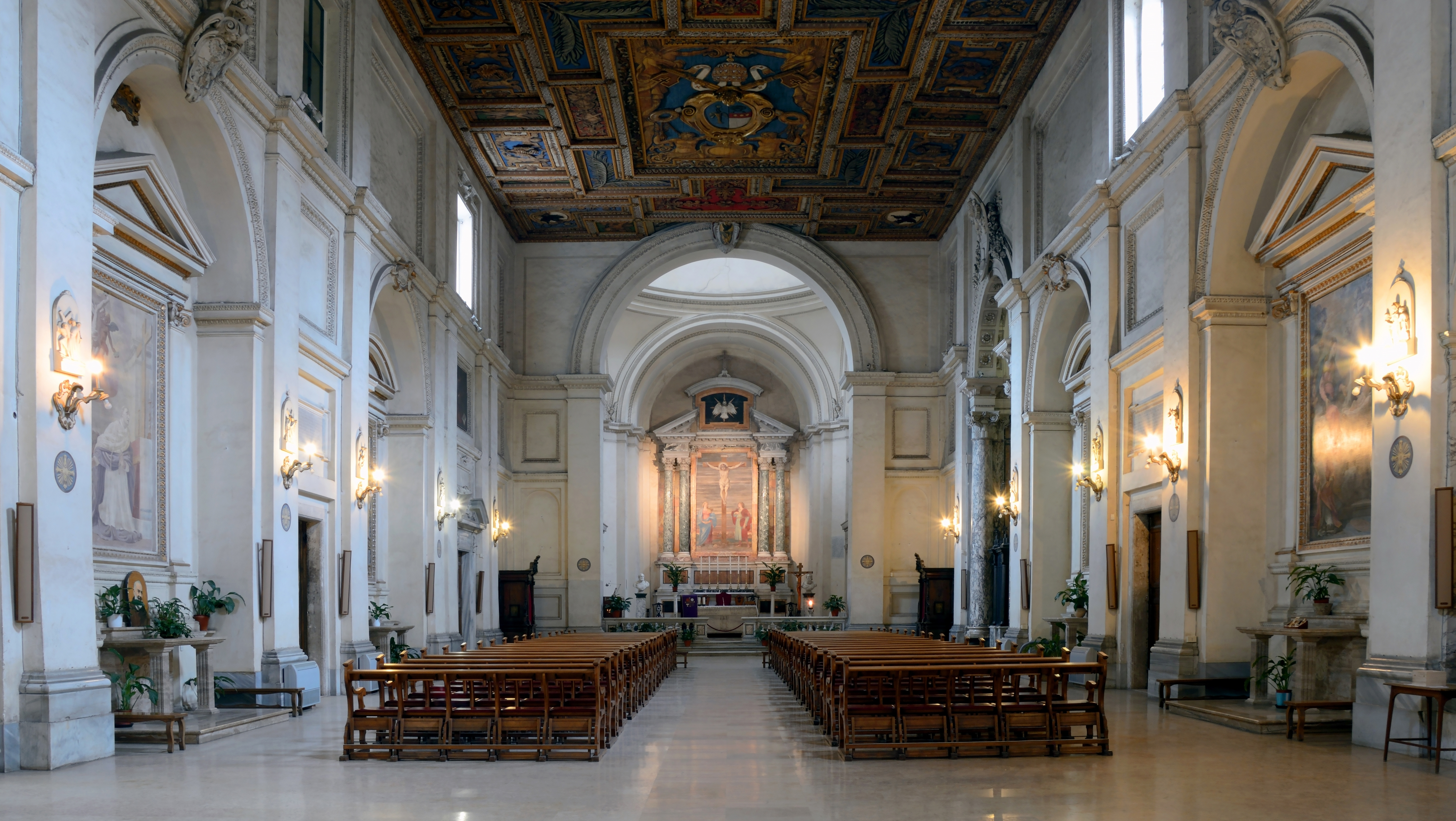
Inneres der Kirche

Die Basilika San Sebastiano fuori le mura (lat. Sancti Sebastiani extra muros, deutsch Sankt Sebastian vor den Mauern), als Bezeichnung des Titels auch San Sebastiano alle Catacombe (lat. Sancti Sebastiani ad Catacumbas, deutsch Sankt Sebastian bei den Katakomben), ist eine der sieben Pilgerkirchen von Rom. Sie ist außerdem Pfarrkirche.
Die Kirche steht direkt über dem Komplex der Sebastian-Katakomben (ehemaliges Grab des Märtyrers Sebastian) an der Via Appia Antica rund sechs Kilometer südlich des heutigen Stadtzentrums und der aurelianischen Stadtmauer.

## Geschichte
Es gab dort bereits einige Gräber, als der Ort im 3. Jahrhundert besonders für die Christen wichtig wurde, weil sie dort während der Christenverfolgungen unter den Kaisern Decius und Valerian die Reliquien der Heiligen Petrus und Paulus aufbewahrten. Diesen Heiligen war ursprünglich die im 4. Jahrhundert unter Kaiser Konstantin erbaute dreischiffige Umgangsbasilika als Basilica Apostolorum geweiht. Die Stelle, an der sie errichtet wurde, hatte die Flurbezeichnung ad catacumbas (in der (Tal)senke). Aus dieser Flurbezeichnung leitete sich der Begriff Katakomben ab. Die Benennung der Kirche nach dem heiligen Sebastian, dem prominentesten der in diesen Katakomben bestatteten Märtyrer, besteht seit dem 8. Jahrhundert. 
Das zugehörige Kloster gehörte dem Benediktinerorden und darauf den Regularkanonikern an, ging aber 1171 auf die Zisterzienser über, die aus Kloster Saint-Sulpice im französischen Département Ain und damit aus der Filiation der Primarabtei Pontigny kamen. 1260 wurde das Kloster jedoch dem Kloster Santa Maria di Falleri unterstellt. Ihr heutiges barockes Aussehen erhielt die Basilika bei dem Umbau durch Flaminio Ponzio, den Kardinal Scipione Borghese im Jahr 1612 veranlasste. Dabei fand lediglich das Mittelschiff der konstantinischen Basilika Verwendung. Die Fassade und die Portikus schuf Giovanni Vasanzio.
1614 übernahm das Kloster die Reform der Fulienser. 1802 schloss es sich der italienischen Zisterzienserkongregation an. 1826 ging es an die Franziskaner über. Im Laufe des 20. Jahrhunderts entdeckte man bei Grabungsarbeiten altrömische und christliche Gräber, antike Häuser und Reste des konstantinischen Kirchenbaus. Vor der Kirche befindet sich ein kleiner Vorplatz, an dessen rechter Seite der Eingang zu den Katakomben.
In der Nähe von San Sebastiano befinden sich die Kallistus- und die Domitilla-Katakomben sowie die Kirche Santa Maria in Palmis, besser bekannt als Domine quo vadis. 
San Sebastiano alle Catacombe wurde 1962 von Papst Johannes XXIII. zur Titelkirche erhoben.

## Kardinalpriester
Bisherige Kardinalpriester von San Sebastiano alle Catacombe:
- 1962–1973 Ildebrando Kardinal Antoniutti
- 1973–1974 Sebastiano Kardinal Baggio
- 1976–2006 Johannes Kardinal Willebrands
- seit 2007 Lluís Kardinal Martínez Sistach